# Екзостоз
Екзостоз, також відомий як кісткова шпора — це утворення нової кістки на поверхні кістки. Екзостози можуть викликати хронічний біль від легкого до виснажливо сильного, залежно від форми, розміру та розташування ураження. Він найчастіше зустрічається в таких місцях, як ребра, де утворюються невеликі кісткові нарости, але іноді більші нарости можуть рости на таких місцях як; щиколотки, коліна, плечі, лікті та стегна. Дуже рідко вони з'являються на черепі.
Екзостозна хвороба буває солітарного та множинного виду. Обидва типи викликаються різними причинами появи, провокують ускладнення, вражають осіб будь-якого віку. Екзостози іноді за формою нагадують шпори, наприклад п'яткові шпори.
Остеомієліт, інфекція кістки, може залишити прилеглу кістку з утворенням екзостозу. Стопа Шарко, невропатичне ураження стоп, яке спостерігається переважно у діабетиків, також може залишити кісткові шпори, які потім можуть стати симптомами.
Зазвичай вони утворюються на кістках суглобів і можуть рости вгору. Наприклад, якщо на щиколотці утворилася додаткова кістка, вона може прирости до гомілки.
При використанні у фразах «хрящовий екзостоз» або «остеохрящовий екзостоз» цей термін вважається синонімом остеохондроми. Деякі джерела вважають, що ці два терміни означають те саме, навіть без кваліфікаторів, але таке тлумачення не є універсальним.

## Остеофіти
Остеофіти — це кісткові шпори, які розвиваються на краях суглобів у результаті зовнішніх подразників, таких як остеоартрит. Однак їх не завжди можна чітко відрізнити від екзостозів.

## Скам'янілості
Докази існування екзостозів, виявлені в літописі скам'янілостей, вивчають палеопатологи, спеціалісти з давніх хвороб і травм. Повідомлялося про екзостоз у скам'янілих рештках динозаврів кількох видів, включаючи Acrocanthosaurus atokensis, Albertosaurus sarcophagus, Allosaurus fragilis, Gorgosaurus libratus і Poekilopleuron bucklandii.

## Спадкові множинні екзостози
Спадкові множинні екзостози (HME), які також називають спадковими множинними остеохондромами (HMO), є станом, який, за оцінками, вражає 1 із 50 000 осіб. У постраждалих людей розвиваються численні доброякісні або неракові пухлини кісток. Кількість і локалізація різняться серед уражених пацієнтів. Більшість людей здається незачепленими при народженні; однак до 12 років у них розвиваються множинні екзостози. Уражені люди зазвичай скаржаться на помітні та впізнавані ущільнення (екзостози) приблизно в області колін і передпліччя. Захворювання зазвичай виникає двосторонньо. Це може призвести до легкого ступеня затримки росту та асиметрії кінцівок. Genu valgum (широко відомий як «стук колін»), вальгус щиколотки, а також викривлення та вкорочення однієї чи обох кісток передпліччя є поширеними проявами.

## Типи
- Щічний екзостоз
- Голеностоп футболіста (екзот гомілковостопного суглоба)
- Спадкові множинні екзостози (HME)
- Піднігтьовий екзостоз
- Вухо серфера (екзостоз слухового проходу)
- Torus mandibularis
- Тор піднебінний
- П'яткова шпора (п'яткова шпора)